# Movimiento Women to Drive
El movimiento Women to Drive (En árabe: قيادة المرأة في السعودية qiyāda al-imarʾa fī as-Suʿūdiyya) es una campaña cofundada por Manal al Sharif en Arabia Saudí en el 2011 cuyo objetivo era derogar la ley que prohibía a las mujeres conducir en el país. En septiembre de 2017, Arabia Saudí levantó la prohibición de conducir a las mujeres después de 30 años de activismo y lucha continua por parte de las activistas. Hasta la fecha, Arabia Saudí era el único país del mundo donde las mujeres tenían prohibido conducir. Una gran cantidad de factores y negociaciones contribuyeron a la eliminación de esta ley, incluida esta campaña.

## El estatus de la mujer en el mundo árabe
La periodista española Ángeles Espinosa explica en uno de sus artículos recopilados en su libro El tiempo de las Mujeres: Crónicas Asiáticas, como las mujeres árabes sufren una gran desventaja ante los hombres en casi todos los ámbitos. Basándose en el informe Ciudadanía y Justicia de la ONG Freedom House, presentado en el Foro Económico Mundial WEF celebrado en Jordania, Espinosa afirma como las mujeres de Oriente Próximo y el Norte de África se encuentran con una brecha de género sistemática a la que contribuyen leyes discriminatorias y la rutinaria ignorancia de las leyes que garantizan la igualdad y un trato justo, allí donde existen. Según los datos de este informe, solo Túnez, Marruecos y Argelia obtienen notas por encima de la media en algunas áreas, mientras que Arabia Saudí recibe las peores  En 2016, el Foro Económico Mundial WEF clasificó Arabia Saudí en el puesto 141 de 144 en términos de igualdad de género. Muchos musulmanes defienden que estos atropellos no tienen tanto que ver con la ley islámica como la mentalidad de quienes la manipulan.

## La cuestión de la mujer en Arabia Saudí
El estatus contemporáneo de la mujer en Arabia Saudí está determinado por el legado histórico del Wahabbismo. Bajo los auspicios del Estado, el Wahabbismo transformó la devoción personal en un proyecto público, cuyo objetivo era crear una comunidad moral bajo la autoridad de un centro político. Lo personal y lo público se combinaron para fomentar la devoción del Estado. El Estado pudo manipular el islam público, reforzado por las enseñanzas y los eruditos wahabíes, para crear una legitimidad y un fundamento para la fundación de una nación piadosa. Este nacionalismo religioso posee una narrativa que aspira a fijar los límites entre el bien y el mal, la fe y la blasfemia, internos y externos, piadosos e impíos, y sujetos morales e inmorales. En este proyecto,las mujeres se volvieron importantes no solo para la reproducción física de la nueva nación piadosa, sino también como depositarias de su moralidad, ética y pureza religiosa. Eso requería ser controladas por el Estado a través de leyes para no socavar la piedad y la moral nacional. 

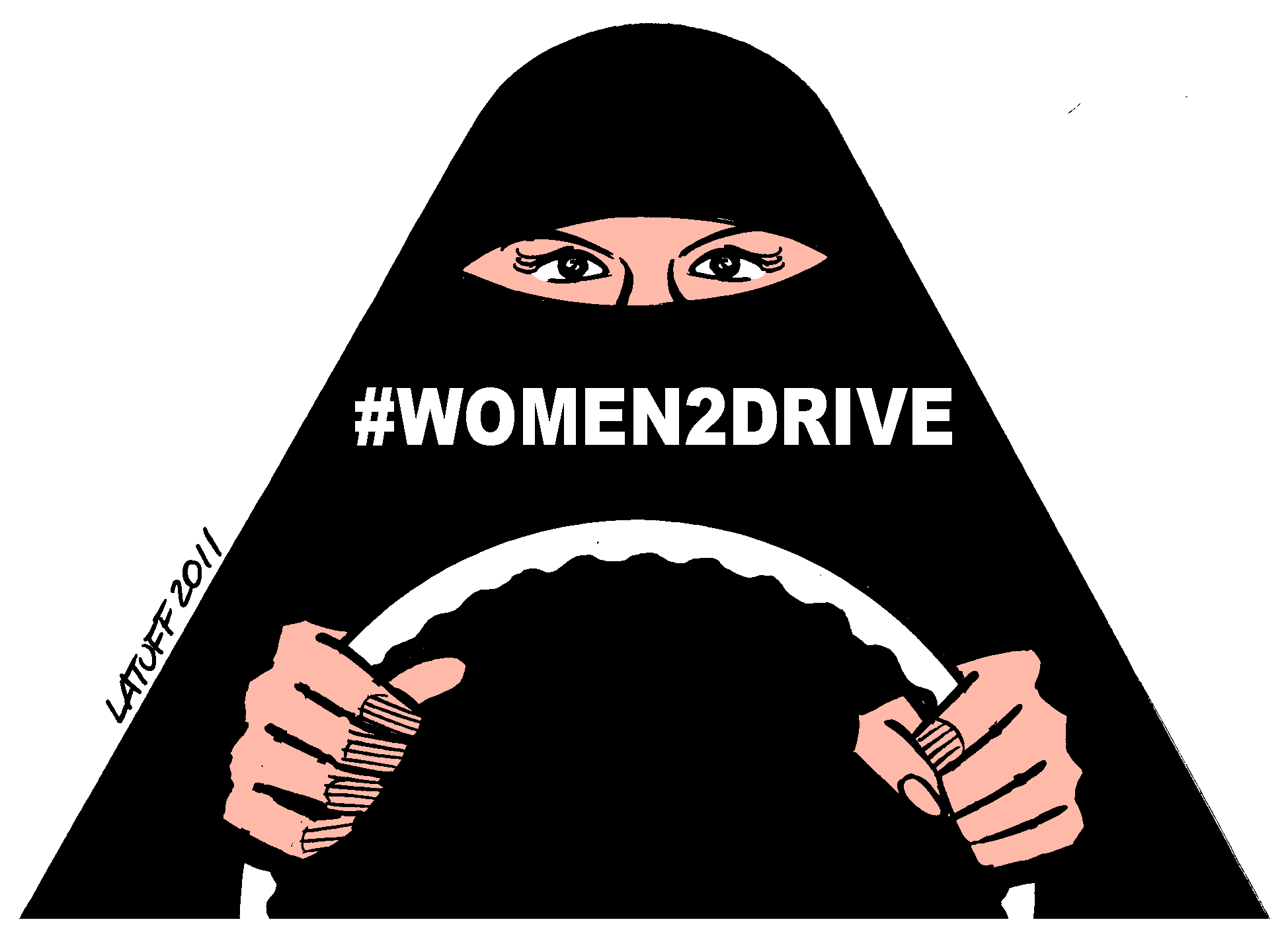
Caricatura Women2Drive por Carlos Latuff

La ley que prohibía a las mujeres conducir es solo una de las muchas leyes que tienen como objetivo tener bajo control  a la mujer saudí. En primer lugar, se encuentra el sistema de tutela masculina. La mujer saudí está legalmente obligada a tener un tutor varón, normalmente padre, marido o hijo. Su movimiento, opciones educativas, empleo e incluso salud están sujetos a decisiones tomadas por esos tutores. Por otra parte, está la ley de vestimenta que obliga a las mujeres a cubrirse todo el cuerpo, menos los ojos y las manos siempre que estén en público.
Hoy en día las mujeres saudíes están desafiando a la sociedad con voces atrevidas, textos críticos y una movilización real. Con la expansión de la tecnología, la comunicación y la televisión por satélite en la última década, las mujeres sauditas ahora son parte de la esfera pública, insertando sus campañas y voces en el ámbito nacional.

## Mujeres saudíes al volante
El Ministerio del Interior de Arabia Saudita prohibió oficialmente a las mujeres conducir en 1990 después de que un grupo de mujeres se manifestara en contra de la prohibición informal vigente hasta entonces. La trayectoria de los movimientos impulsores del derecho de las mujeres a conducir se puede dividir en tres fases:

### Primera fase (1990)
Se produjo durante la Crisis del Golfo de 1990 en medio de una tensión sin precedentes entre los países vecinos de Irak y Kuwait.
El 6 de noviembre de 1990 en la ciudad de Riad 47 mujeres sauditas condujeron ellas mismas sus coches para protestar contra la prohibición. La campaña terminó con el arresto de las mujeres despidiéndolas de su trabajo y hostigando a sus familias. Fueron puestas en libertad solo después de que sus tutores masculinos firmaran la promesa de que las mujeres no volverían a intentar conducir.
Poco después del incidente, una ola de críticas se produjo hacia las manifestantes, lo que hizo que el Ministerio de interior emitiera un comunicado advirtiendo contra futuras protestas. El comunicado se basaba en una fetua (pronunciamiento legal en el Islam), que expresaba la preocupación por las reuniones privadas entre un hombre y una mujer en el caso de que las mujeres llegaran a conducir.
En septiembre de 2007, activistas liderados por Wajiha Al-Huwaider y Fawzia Al-Ayouni presentaron una petición, con más de 1.000 firmas, al difunto rey saudí Abdullah bin Abdulaziz, pidiendo que se levantara la prohibición.
Un año después, el 8 de marzo de 2008, Wajiha Al-Huwaider se filmó a sí misma mientras conducía y lo subió en la cuenta de YouTube "Yes2womendriving”. El video se difundió por los medios internacionales, convirtiendo a al-Huwaider en una figura importante en la lucha por el derecho de las mujeres a conducir.

### Segunda fase (2011)
La segunda fase se inspiró en la Primavera Árabe. Las mujeres sauditas se reagruparon y reorganizaron protestas para perseguir diferentes propósitos, por ejemplo, un grupo de mujeres protestó frente al Ministerio de Interior para liberar a los presuntos terroristas del 11-S, que habían sido encarcelados por casi una década sin una investigación o juicio criminal transparente. Inspirado por estas protestas, resurgió la campaña llamada "Women2Drive", que impulsó a que las mujeres sauditas se pusieran al volante el 17 de junio de 2011. A diferencia de la protesta de conducción de la era de la Crisis del Golfo, las participantes no conducían juntas desde un solo punto de reunión, más bien, utilizando las redes sociales, las organizadoras del movimiento pidieron a las participantes que condujeran por sí mismas en cualquier dirección que elijan. Manal al Sharif en 2011 se convirtió en el rostro de la iniciativa Women to Drive cuando fue detenida por ir al volante. Al Sharif, que paso nueve días en la cárcel, en última instancia tuvo que abandonar el país en parte debido al hostigamiento y la oposición que enfrentó y ahora vive en Australia.  En 2013, fue invitada a hablar sobre su experiencia en inglés en una conferencia TED, y en 2017 publicó Daring to drive: a saudí woman’s awakening donde habla de aquella experiencia. 

### Tercera fase (2013)
En 2013 se lanzó otra campaña de conducción a través de las redes sociales denominada "Mujeres que conducen el 26 de octubre ". Tras el inicio de la campaña, más de once mil mujeres firmaron la declaración en el sitio web de la campaña,  El mismo día, un gran número de activistas cedieron ante la presión y amenazas del ministro del Interior que advirtió explícitamente: “A las mujeres se les prohíbe conducir y la ley se aplicará a quien contravenga la prohibición o apoye su desafío.
El 26 de octubre, el comediante saudí Hisham Fagui publicó una parodia de la famosa canción de Bob Marley 'No Woman No Cry', llamándola 'No Woman No Drive', para burlarse de los argumentos de quienes apoyan la prohibición. El video obtuvo más de tres millones de visitas en YouTube y fue un gran éxito en todo el mundo, desde Sudáfrica hasta Dinamarca y Canadá.

Las mujeres que fueron nombradas miembros del Consejo Consultivo (Majlis al Shura) en el 2013 por el rey  Abdalá bin Abdulaziz, pusieron sobre la mesa de debate el tema de que las mujeres conduzcan. Algunas de ellas como Hanan al-Ahmadi y Latifa al-Shaalan apoyaron la campaña de conducción y abogaron por poner fin a la prohibición de conducir a las mujeres. Por ello, presentaron una recomendación al ayuntamiento el 8 de octubre de 2013 para levantar la prohibición y solicitaron que el ayuntamiento “reconozca los derechos de las mujeres a conducir un automóvil de acuerdo con los principios de sharia y normas de tráfico. Sin embargo, el consejo rechazó su propuesta con el argumento de que era irrelevante para la discusión actual del Ministerio de Transporte. Aunque las propuestas de las mujeres miembros del consejo fueron rechazadas, la inclusión de las mujeres en el consejo permitió llevar el debate a un nivel más elevado, permitiendo que las mujeres participen en esos debates y en el proceso de formulación de las políticas.

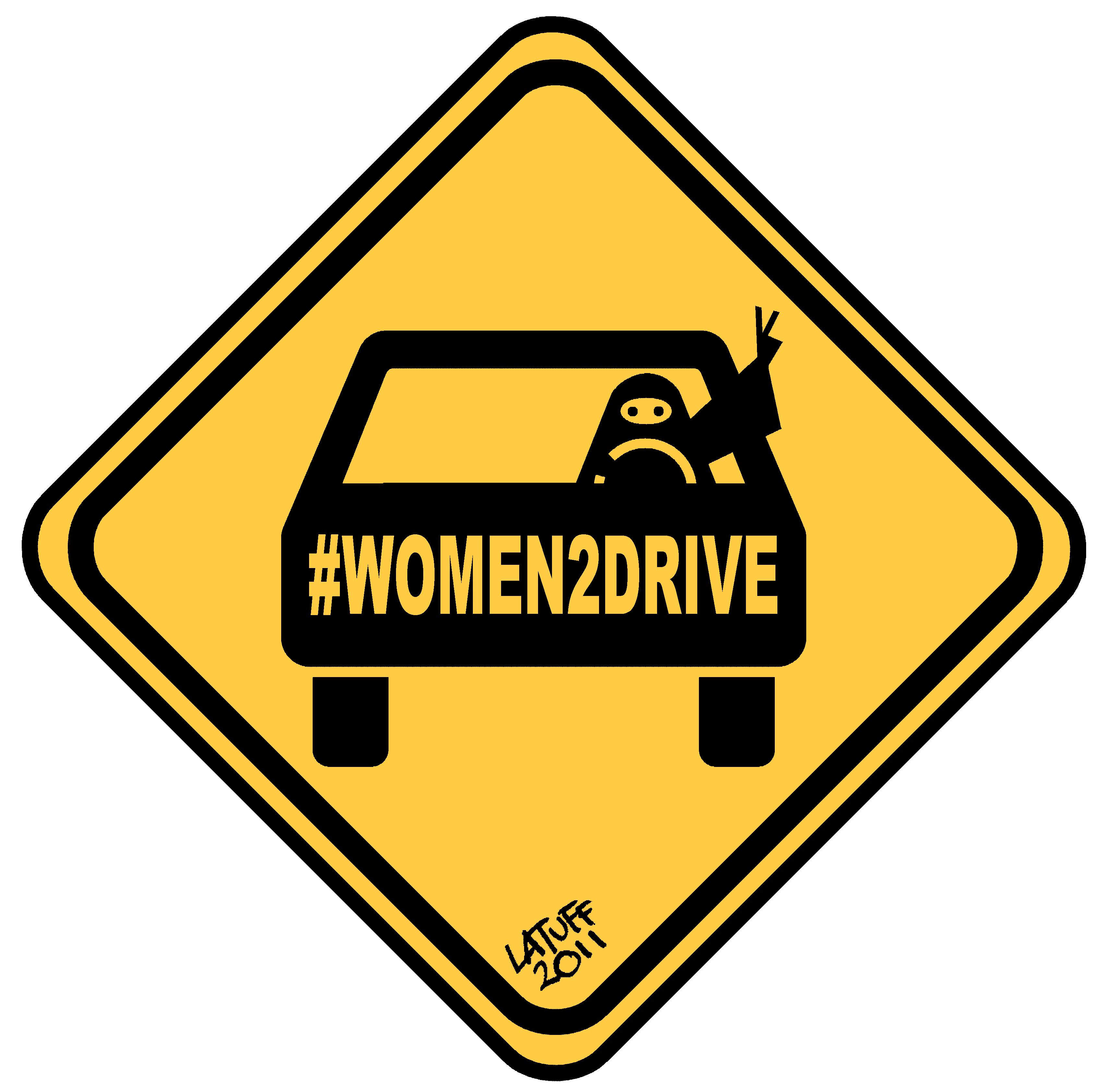
Caricatura Women2Drive

A pesar de las amenazas, advertencias, arrestos y detenciones, otras activistas se han atrevido a filmarse conduciendo, una de ellas es Loujain al-Hathloul quien estuvo detenida durante 73 días después de que se filmó a sí misma tratando de ingresar a Arabia Saudita desde los Emiratos Árabes Unidos en un automóvil el 30 de noviembre de 2014. Sus videos tuvieron más de 800.000 visitas, un hashtag en Twitter y también más de 3.000 comentarios en YouTube.

## Oposición al movimiento
Ante estos movimientos, han surgido contra campañas principalmente por parte de los fundamentalistas. Algunos de ellos intentaban desprestigiar las campañas tachándolas de conspiración Chii y advirtiendo de protestas contra el gobierno si se permite conducir a las mujeres.
La fetua, dictada por el difunto Sheikh ‘Abdulaziz bin ‘Abdullah bin Baz, gran muftí del reino de Arabia Saudí y jefe del Consejo Superior de Ulemas, disponía: 
“No cabe duda de que tal cosa [conducir] no está permitida. El que la mujer conduzca acarrea muchos males y consecuencias negativas, como por ejemplo que se mezcle con hombres estando desprevenida. También origina los funestos pecados debido a los cuales esto está prohibido. La Ley Pura prohíbe los actos que conducen a actos prohibidos y considera que estos actos intermedios deben también prohibirse. Alá ordenó a las esposas del Profeta (La Paz sea con Él) y a las esposas de los creyentes que permanecieran en sus hogares, vistieran el hiyab (pañuelo o velo para la cabeza), y no mostraran sus encantos a hombres que no sean familiares con los que no se pue- den casar (mahram), pues esto conduce a la promiscuidad, plaga de la sociedad.”
Los defensores de esta idea argumentan el riesgo de que las conductoras entren en contacto con hombres, dado que eso rompería el sistema de apartheid sexual que rige en el país. Otro argumento fue por ejemplo la respuesta a la campaña del 26 de octubre, cuando los principales clérigos del país afirmaron que conducir "afecta los ovarios", lo que podría provocar defectos de nacimiento.

## Visión 2030 y reformas socioeconómicas impulsadas por el gobierno
En la última fase, los movimientos impulsores del derecho de las mujeres a conducir coincidieron con muchos cambios a nivel económico y político. La economía empezó a enfrentar graves déficits debido a la caída de los precios del petróleo a finales del 2014. También coincidió con la política de poder cambiante resultante de la desaparición del rey Abdullah y la subida al trono de su hermano Salman bin Abdulaziz en enero de 2015, además de ser un momento donde la monarquía refuerza contra la oposición percibida.
En ese contexto, se anunció la visión 2030, que presenta principalmente un alejamiento de la dependencia del petróleo y la diversificación de la economía. Esta visión también toca el cambio social, incluido el cambio de normas de género, que busca brindar a las mujeres oportunidades culturales, económicas y de entretenimiento.

## Derogación de la ley y críticas
El 26 de septiembre de 2017, el rey Salman ordenó los preparativos para permitir que las mujeres conduzcan. En mayo y junio del 2018, las autoridades saudíes arrestaron a más de diez activistas, entre ellas Loujain al-Hathloul, que defendían los derechos de las mujeres, algunas de las cuales participaron en campañas anteriores que pedían el derecho de las mujeres a conducir. Las autoridades los acusaron de conspiración contra la monarquía por comunicarse con personas extranjeras consideradas “sospechosas”. Los activistas y diplomáticos creen que los arrestos son un mensaje para que los activistas no se desvíen del plan u objetivo del gobierno destinado a apaciguar a los conservadores que se oponen a las reformas.
Según Ángeles Espinosa, el decreto real que abre las puertas a que las mujeres puedan conducir ha sido elogiado como prueba de las reformas del rey y príncipe heredero Mohamed Bin Salman, sin embargo, tiene más de cálculo político y necesidad económica que de emancipación femenina.  Un informe de Bloomerg estima que permitir que las saudíes conduzcan podría traducirse en un crecimiento de entre 0,4 y 0,9 puntos porcentuales del PIB anual durante las próximas dos décadas. Levantar la prohibición de que conduzcan sirve para confirmar su compromiso con el plan Visión 2030 además de proyectarle como moderno y liberal.
Al igual que Ángeles Espinosa, muchos críticos opinan que se trata de una maniobra de distracción ante los enormes retos socioeconómicos y la represión interna. Puesto que si el objetivo fuera de verdad el cambio se suprimiría el sistema de tutela que reduce a las saudíes a eternas menores de edad. Incluso con el levantamiento de la prohibición de conducir, siguen existiendo enormes obstáculos para que las mujeres sauditas puedan lograr una verdadera igualdad social. Mucho más que conducir, la principal demanda de las activistas saudíes y por la que actualmente están trabajando, es el fin de la tutela masculina. 